# Otodus
Otodus (лат.) — род вымерших акул из семейства Otodontidae, живших с палеоцена по плиоцен (66—3,6 млн лет назад).
Рыба описана по ископаемым зубам и окаменелостям позвонков. Как и у других акул, скелет Otodus образован хрящевыми структурами, вследствие чего в отложениях сохраняется малое количество окаменелостей.

## Описание
У представителей рода обитавших в палеоцене зубы были цельнокрайными, а в эоцене зубы стали зазубренными.

## Распространение
Представители рода были широко распространены в Евразии, Африке и Северной Америке.

## Стратиграфия
Первые представители рода найдены в отложениях раннего палеоцена.

## Классификация

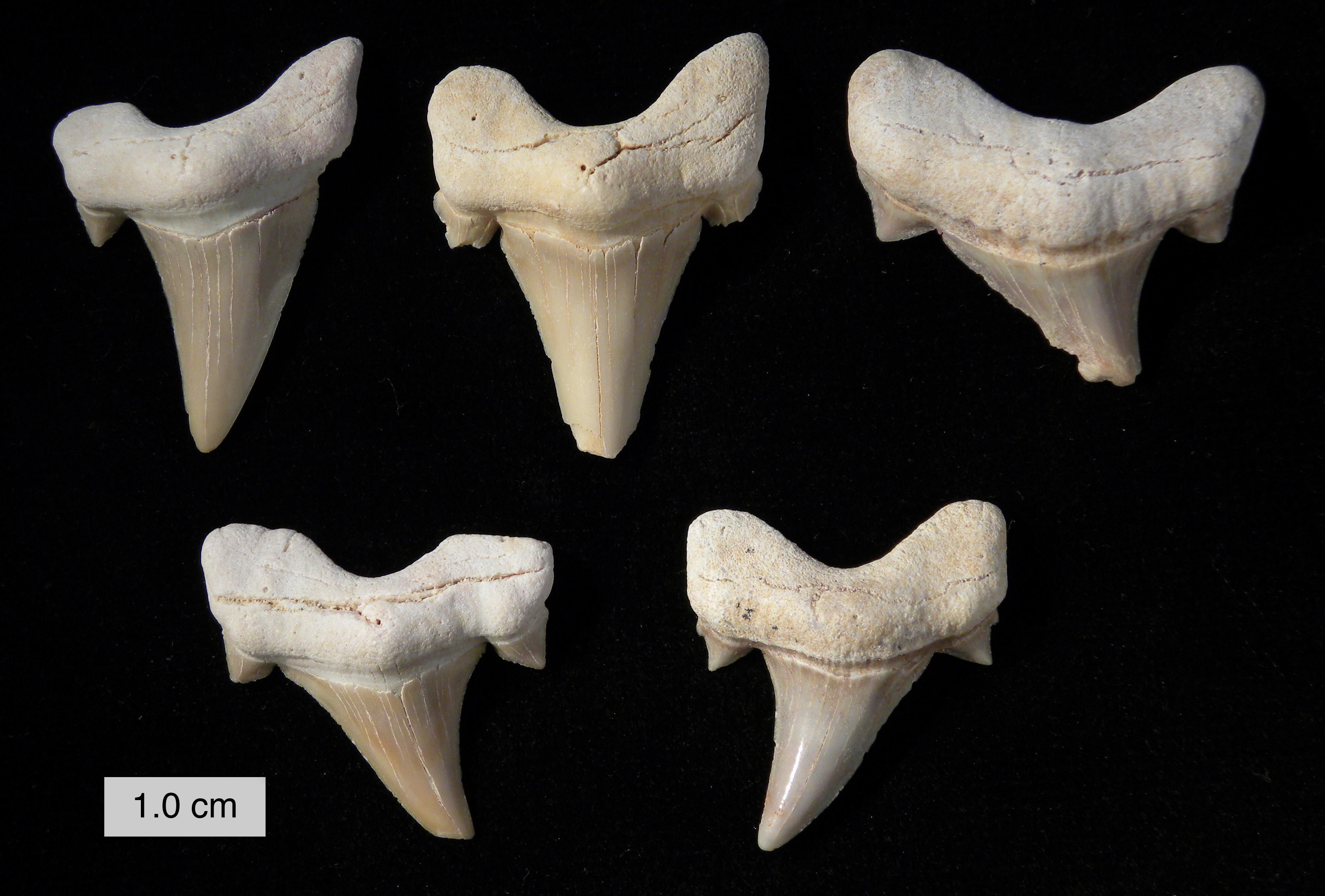
Зубы O. obliquus с лингвальной стороны (эоцен Марокко)

Согласно данным сайта Paleobiology Database, на март 2022 года к роду относят 15 видов:
- Carcharocles rectus Agassiz, 1856
- Otodus (Carcharocles) angustidens Agassiz, 1835
- Otodus apiculatus Agassiz, 1838
- Otodus chubutensis Ameghino, 1901
- Otodus isoelicus Lawley, 1876
- Otodus lanceolatus Agassiz, 1843
- Otodus levis Gibbes, 1847
- Otodus macrotus Agassiz, 1838
- Otodus megalodon (Agassiz, 1835) — Мегалодон
- Otodus obliquus Agassiz, 1838
- Otodus recticonus Agassiz, 1843
- Otodus sokolovi Zhelezko & Kozlov, 1999
- Otodus subplicatus Agassiz, 1843
- Otodus tricuspis Agassiz, 1843
- Otodus trigonatus Agassiz, 1843

Систематическое положение мегалодона и его возможных ближайших родственников является предметом научных дискуссий. Первоначально описанный как представитель того же рода, что и белая акула (Carcharodon), в дальнейшем он часто классифицировался в составе Carcharocles, Megaselachus или Procarcharodon. Поскольку при такой классификации Otodus оказывается парафилетическим таксоном, в настоящее время мегалодон и близкие к нему виды часто включаются именно в этот род (как в перечне видов выше).